# Championnat de France de basket-ball en fauteuil roulant 2013-2014
Vous lisez un « bon article » labellisé en 2014.
Pour un article plus général, voir Championnat de France de basket-ball en fauteuil roulant de Nationale A.
Navigation
Saison 2012-2013 Saison 2014-2015
Le championnat de France de basket-ball en fauteuil roulant de Nationale A 2013-2014 est la 47e édition de cette compétition. Le CS Meaux Handibasket en est le quadruple tenant du titre.
À l'issue de la saison régulière, les huit premières équipes au classement sont qualifiées pour les playoffs. Le vainqueur de ces playoffs est désigné « Champion de France de Nationale A ». Les équipes classées neuvième et dixième sont reléguées en Nationale B.
Si Hyères remporte la Coupe de France pour la sixième fois, Le Cannet ajoute une nouvelle ligne à son palmarès avec le titre de champion de France 2014, s'imposant en finale face à Meaux, après une saison quasi parfaite (une seule défaite, face à Hyères, et la première place de la saison régulière). Avec seulement quatre victoires en saison régulière, Strasbourg et Paris descendent en Nationale B pour la saison 2014-2015, tandis que les clubs de Clichy et Thonon montent en Nationale A.

## Clubs engagés pour la saison 2013-2014
| \| Meylan-Grenoble Meaux Villefranche-Meyzieu Hyères Le Cannet Lannion Bordeaux Strasbourg Paris Toulouse \| Localisation des clubs engagés dans le championnat. |
| Meylan-Grenoble Meaux Villefranche-Meyzieu Hyères Le Cannet Lannion Bordeaux Strasbourg Paris Toulouse                                                           |

Les huit premiers du championnat de Nationale A 2012-2013, le vainqueur du barrage entre le neuvième de Nationale A et le deuxième de Nationale B (Corbeil ayant refusé la montée à la suite du vol de ses fauteuils et des problèmes financiers qui en ont découlé,, CAPSAAA Paris est repêché), ainsi que le champion de France de Nationale B 2012-2013 participent à la compétition.
Les huit premiers à l'issue de la phase aller de la saison régulière sont qualifiés pour les plateaux des quarts et demi-finales de la Coupe de France 2013-2014.
Les huit premiers à l'issue de la saison régulière disputent les playoffs pour déterminer le champion de France de Nationale A 2013-2014.
| Club                                               | Classement 2012-2013 | Entraîneur                                                    | Salle(s)                                                                                                  |
| -------------------------------------------------- | -------------------- | ------------------------------------------------------------- | --- |
| Léopards de Guyenne Bordeaux                       | 6                    | Luc-Daniel Lacombe                                            | Salle Promis, Bordeaux Salle Henri Brethous, Libourne                                                     |
| Handi-Basket Le Cannet Côte d'Azur                 | 3                    | Charles Zila                                                  | Salle Maillan, Le Cannet                                                                                  |
| Hyères Handi Club                                  | 2                    | Jérôme Mugnani                                                | Gymnase des Rougières, Hyères                                                                             |
| Club trégorrois handisport de Lannion              | 8                    | Philippe Chef Christophe Caroff et Julien Fleutôt Steeve Broc | Gymnase de l'IUT, Lannion                                                                                 |
| CS Meaux Handibasket                               | 1                    | Mario Fahrasmane                                              | Complexe sportif Georges Tauziet, Meaux Gymnase Fontaine, Meaux                                           |
| Meylan Grenoble Handibasket                        | 5                    | Guy Arnaud                                                    | Gymnase des Buclos, Meylan Gymnase Guy Boles, Crolles                                                     |
| Cap Sport Art Aventure Amitié Paris                | 9                    |                                                               | Gymnase de la Fédération, Paris 15e Gymnase Émile Anthoine, Paris 15e Gymnase Charles Rigoulot, Paris 15e |
| Association Strasbourg Handisport Passion Aventure | 7                    | Boris Mayima                                                  | Salle des Poteries, Strasbourg                                                                            |
| Toulouse Invalides Club                            | 4                    | Jean-Louis Granzotto                                          | Gymnase Compans-Caffarelli, Toulouse                                                                      |
| Entente handisport Villefranche Meyzieu Cluny      | Nationale B (1er)    |                                                               | Palais des Sports, Villefranche-en-Beaujolais Gymnase Olivier De Serres, Meyzieu                          |

## Transferts
Les mouvements d'inter-saison ont été importants, notamment pour les équipes candidates au titre. Hyères a perdu Aaron Gouge, mais s'est attaché les services du champion paralympique américain Joshua Turek (en provenance de Getafe) et de l'international espagnol de Valladolid, Ivan Toscano. Meaux a perdu son arrière néerlandais Franck De Goede mais a recruté le Lituanien Vaidas Stravinkas et l'international polonais Dominik Mosler. Enfin Le Cannet n'a pas attendu pour répondre et nourrit de grandes ambitions en ayant fait signer Tommie Gray et Trevon Jennifer, deux autres Américains champions paralympiques (coéquipiers de Turek en sélection nationale). Frédéric Guyot, international français, a quant à lui quitté Meylan pour Villefranche.

## Saison régulière

### Résumés des rencontres par journée
1re journée (phase aller)
En ouverture du championnat, les prétendants au titre ont tous répondu présents, avec les larges victoires du Cannet, de Hyères, de Bordeaux et de Meaux. Nabil Guedoun (Le Cannet) a signé le carton de la soirée en inscrivant à lui seul 40 points face à Lannion. Manuel Vaisioa pour Toulouse (35 points) et l'international français Sylvain Deregnaucourt pour Bordeaux (27 points) ont aussi assuré le spectacle et la victoire des leurs.
2e journée (phase aller)
Le choc de la deuxième journée voyait la réception du Cannet par le tenant du titre, Meaux. Décomplexés et désireux de mettre à profit leur recrutement estival, les visiteurs prennent le match en main et creusent petit à petit l'écart. La réaction des champions en titre est trop tardive pour compenser leurs maladresses des trois premières périodes. Le Cannet remporte ainsi sa première victoire en terres franciliennes depuis sa montée en Nationale A mais voit Hyères lui souffler la première place du classement (à la différence de points), grâce notamment à la performance de Turek, auteur de 37 points face à Meylan. Poulin et Arnault pour Strasbourg (respectivement 34 et 32 points inscrits) se sont aussi distingués au scoring.
3e journée (phase aller)
La troisième journée a été marquée par une belle surprise pour les joueurs de Villefranche qui ont fait chuter Toulouse, jusqu'alors invaincu. Mais l'attraction du week-end a lieu sur la Côte d'Azur avec le derby opposant Le Cannet et Hyères et les trois nouvelles stars américaines du championnat. Comme la semaine précédente, les Cannetans renversent la hiérarchie des dernières années et assoient un peu plus leur domination sur ce début de saison en s'imposant de 14 points,. Au niveau du scoring, Philippe Baye s'est distingué pour Bordeaux avec 24 points, s'imposant malgré la performance de Franck Etavard, autre international français, qui a inscrit 30 points pour Lannion. Arnaut (27 points pour Strasbourg), Boulafa (25 points pour Villefranche), Mosler (23 points pour Meaux) et Carlier (23 points pour Le Cannet) ont aussi fait parler la poudre.
4e journée (phase aller)
Les rencontres de la quatrième journée ont été étalées sur trois week-ends, pour cause de Coupe d'Afrique des Nations. Si en ouverture et en match avancé Meaux a balayé Villefranche de 39 points (dont 28 points inscrits par le seul Djallali), pour sa seconde rencontre du week-end, le spectacle était au rendez-vous une semaine plus tard dans le Midi où Toulouse et Hyères se sont livré bataille jusqu'aux dernières secondes, les visiteurs s'imposant sur le fil après avoir été menés de plus de quinze points au cours du 3e quart-temps. Turek et Jouanserre ont inscrit chacun 28 points pour les Varois afin de faire plier un intenable Vaisioa (30 points). Une semaine après, Le Cannet réalise un match sérieux et s'impose face à Strasbourg, ayant récupéré son leader, Nabil Guedoun.
5e journée (phase aller)
La cinquième journée a vu une nouvelle défaite du champion de France en titre meldois, cette fois-ci sur le parquet de Bordeaux. Plusieurs absents (sept joueurs de Meaux seulement sur la feuille pour disputer la rencontre) et un duo Baye-Deregnaucourt efficace (respectivement 24 et 22 points) ont eu raison des velléités des visiteurs. La palme de la rencontre la plus étrange revient au duel entre le leader Le Cannet et le promu Villefranche, qui se sont quittés sur le très faible score de 48 à 29. Sur les autres parquets, Joshua Turek a encore réalisé une grosse performance offensive avec 38 points pour Hyères, derrière lui Sarron inscrit 27 points pour Meylan, tandis que Baye (Bordeaux) et Courneil (Toulouse) complètent le podium avec 24 unités chacun.
 6e journée (phase aller)
Le Cannet reste invaincu après six matchs en venant à bout sur son parquet de la sensation de ce début de saison, Bordeaux, qui s'incline de quatorze points (74-60). Pendant ce temps, Meaux se reprend et corrige Toulouse (78-48) après une première mi-temps équilibrée. Dans le bas du classement, Lannion remporte un succès important face à Strasbourg (62-59). Il y a eu quelques belles prestations offensives, avec en premier lieu celle de Nabil Guedoun (38 points) qui a largement contribué à la victoire des siens face à Bordeaux, menés par l'international Deregnaucourt (28 points). Quillévéré (Lannion) et Turek (Hyères) ont eux aussi inscrit 28 points.
7e journée (phase aller)
Les finalistes du dernier championnat et de la dernière coupe de France se sont retrouvés dans le Var à l'occasion de la septième journée, pour un match dont l'intensité et le dénouement ont été à la hauteur de l'évènement. Hyères s'impose finalement 60-59 face à Meaux qui laisse filer la deuxième place du classement. En Haute-Garonne, le scénario a été identique, Toulouse manquant de faire trébucher le leader. Le Cannet s'impose finalement 56-53. Turek, actuel meilleur marqueur du championnat, a inscrit 30 points face aux meldois. Lors de cette journée plutôt défensive, Grira s'est mis en valeur avec 23 points pour CAPSAAA Paris, avec Franck Etavard (Lannion) et Bourenane (Meylan) passant tous les deux 20 points.
8e journée (phase aller)
Pas de surprise lors de la huitième journée, tous les cadors se sont imposés, même si Bordeaux a dû s'arracher pour l'emporter à Villefranche. Le Cannet a bien géré l'absence de Guedoun, ainsi que Toulouse à Meylan. Joshua Turek est toujours impérial au scoring, avec ce week-end 46 points inscrits pour Hyères. Deregnaucourt, avec 28 points pour Bordeaux, et Mosler, 23 points pour Meaux, se distinguent mais restent loin de l'Américain.
9e journée (phase aller)
La neuvième journée marque la fin de la phase aller. L'affiche du week-end était du côté de Bordeaux, troisième, qui recevait Hyères, le dauphin, pour se disputer la deuxième place du classement des matchs aller avant de se retrouver en Coupe de France. Les deux équipes ont offert un très beau spectacle et sont allées au bout d'elles-mêmes. Malgré une première mi-temps concédée pour dix points (37-47), les Léopards ont réussi à mettre leurs efforts à profit pour revenir dans la partie. Finalement, les Varois s'imposent après deux prolongations 108 à 102 (83-83 à l'issue du temps réglementaire, puis 12-12 lors de la première prolongation, et Hyères remporte les cinq minutes suivantes 13-7) dans un match historique : c'est la première fois en Nationale A que deux équipes dépassent la barre des cent points lors d'une même rencontre. Pendant ce temps, Le Cannet a peiné à Meylan mais remporte la victoire 52-44 et est symboliquement sacré champion d'Automne, avec en bonus le statut de tête de série numéro 1 pour le premier tour de la Coupe de France, devant Hyères, Bordeaux et Meaux. Logiquement, la rencontre entre Bordeaux et Hyères a été prolifique au niveau du scoring : Jouanserre (29 points) et Turek (25 points) pour les visiteurs répondant à Deregnaucourt (36 points) et Baye (34 points) pour les Bordelais. Dominik Mosler et ses 27 points ont aussi été précieux pour Meaux face à Strasbourg.
10e journée (phase retour)
La logique a été respectée lors de la dixième journée, avec les victoires écrasantes des leaders du Cannet et de Hyères sur Villefranche et Lannion, emmenés respectivement par Turek et Guedoun (29 points chacun). Mais Manuel Vaisioa s'est montré le plus prolifique avec ses 32 points pour Toulouse face à CAPSAAA. La dernière rencontre a été décalée au 15 mars, Bordeaux s'imposant alors logiquement à Strasbourg grâce à un bon trio Baye (24 points), Lemaire (16 points) et Deregnaucourt (15 points).
11e journée (phase retour)
Le Cannet, leader invaincu, recevait le champion de France pour une revanche qui a tenu toutes ses promesses au niveau de l'intensité. Mais c'est la logique du classement actuel qui a été respectée avec une nouvelle défaite des franciliens de 4 points. Le deuxième quart-temps leur a été fatal, Meaux n'y inscrivant que 5 points... Le renfort d'El Hadaoui porte enfin ses fruits : CAPSAAA obtient sa première victoire de la saison après douze journées aux dépens de Strasbourg. Bordeaux corrige des Toulousains peu inspirés de près de 40 points. Deregnaucourt en a profité pour s'illustrer avec 31 points pour Bordeaux. D'autres belles performances ont été réalisées par Jenifer (22 points) pour Le Cannet, par Boulafa (26 points) pour Villefranche et par la paire parisienne Grira - El Hadaoui (respectivement 22 et 25 points). En match décalé au 15 mars, Hyères a fait valoir son statut de favori à Meylan en assurant la victoire malgré le faible rendement de ses leaders offensifs habituels.
12e journée (phase retour)
Au sommet de la douzième journée, les artificiers azuréens ont brillé ! À l'issue d'une rencontre durant laquelle aucune équipe n'a voulu lâcher prise, Hyères s'impose sur Le Cannet sur un dernier tir de Jouanserre en fin de possession. Les Cannetans concèdent leur première défaite de la saison, mais l'écart est trop faible pour que les Varois repassent en tête (69-67). Lannion crée la surprise en dominant Bordeaux de 16 points, avec 37 points de François Quillévéré, tandis que Strasbourg domine Meylan et s'accroche aux espoirs de maintien,.
13e journée (phase retour)
Après un premier intermède de coupe de France, la treizième journée a vu les leaders s'imposer logiquement. Lannion a remporté à Meylan une rencontre cruciale pour assurer son maintien. Turek domine toujours largement le classement des marqueurs avec à nouveau 33 points pour Hyères. Philippe Baye a montré qu'il était toujours en forme avec 29 points pour Bordeaux qui a bien géré l'absence de Deregnaucourt. Derrière plusieurs joueurs ont inscrit 22 points : Franck Etavard (Lannion), Dominik Mosler (Meaux) et David Courneil (Toulouse).
14e journée (phase retour)
La 3e place de la saison régulière s'est certainement jouée lors de la quatorzième journée. Meaux recevait Bordeaux avec la défaite du match aller en travers de la gorge. Après un premier quart-temps équilibré, les franciliens ont complètement étouffé les Léopards avant la mi-temps (20-4) pour s'imposer largement 72-43. Hyères avec seulement 5 joueurs a disposé facilement de Lannion et les Parisiens de CAPSAAA conservent leurs espoirs de maintien après leur victoire sur Meylan. Turek est plus en forme que jamais et porte littéralement son équipe, avec à nouveau 40 points inscrits aux Bretons. Guedoun (Le Cannet) avec 27 points et Courneil (Toulouse) avec 25 unités complètent le podium du week-end.
15e journée (phase retour)
La quinzième journée n'a pas réservé de surprise. À la lutte pour obtenir l'avantage du terrain en 1/4 de finale, Meaux, dans un remake de la demi-finale de l'an passé, est allé s'imposer à Toulouse de douze points. Le scénario de ce match retour a été fidèle à celui de l'aller, l'écart en moins : après une première période disputée, les champions en titre se sont détachés et ont réussi à contenir les assauts du meneur toulousain, Jérôme Courneil. Le choc prévu n'a pas vraiment eu lieu, Le Cannet s'en allant corriger Bordeaux de près de 30 points en Gironde. Les deux équipes en ont profité pour faire tourner leurs effectifs avant un premier week-end de Coupe d'Europe où elles nourrissent toutes deux de légitimes ambitions. Le meilleur marqueur du week-end appartient pour une fois à une équipe en queue de classement : Abdelhak El-Hadaoui (CAPSAAA) a marqué les esprits avec ses 37 points, insuffisant cependant face à Hyères et aux 36 points de l'international français Jouanserre. Derrière Courneil (26 points pour Toulouse), on retrouve les habituels Bourenane (24 points pour Meylan) et Guedoun (23 points pour Le Cannet).
16e journée (phase retour)
Au sommet de cette seizième journée se déroulait la revanche de la finale de l'an dernier : Meaux recevait Hyères. Après une courte défaite dans le Var, les champions de France se sont à nouveau inclinés face aux assauts de Jouanserre (25 points) et Turek (29 points), malgré une brillante première mi-temps. Les sudistes ont redoublé d'intensité et mis à mal la précision des locaux pour revenir dans la partie et s'assurer la victoire aux lancers-francs. Bordeaux, privé de Deregnaucourt victime d'une infection pulmonaire, s'incline lourdement à Meylan. Dans la lutte pour le maintien, Strasbourg et Paris se sont tous deux imposés et relancent le suspense dans le bas de tableau à deux journées de la fin. El-Hadaoui (CAPSAAA) est à nouveau le meilleur marqueur de la journée, ses 34 points ont été bien utiles face à Lannion, porté par Franck Etavard et ses 32 points. Pour Hyères, Turek (29 points) et Jouenserre (25 points) suivent sur le podium.
17e journée (phase retour)
Meylan est de nouveau le trouble-fête pour la dix-septième journée. Après sa victoire sur Bordeaux, c'est Toulouse, pourtant à domicile et menant lors des trente premières minutes, qui en a fait les frais. Les grenoblois assurent ainsi leur maintien, tandis que le leader cannetan a été sans pitié à Paris (victoire 100-43) et condamne cette fois-ci les joueurs de la capitale à la descente en Nationale B. Carlier et Guedoun (respectivement 35 et 33 points) étaient en grande forme face aux parisiens, privés du meilleur marqueur du championnat lors des deux dernières journées. Derrière ce duo, on retrouve celui de Hyères, avec Jouenserre (30 points) et Turek (25 points).
18e journée (phase retour)
Les équipes du podium ont été sans pitié face à leurs adversaires respectifs pour achever la saison régulière : Le Cannet s'impose de 40 points face à Meylan tandis que Meaux et Hyères en passent respectivement 40 à Strasbourg et 50 à Bordeaux (dont un terrible 52-12 en première mi-temps pour les Varois) ! Paris s'impose pour l'honneur, Lannion en profitant pour grimper à la sixième place après sa nette et surprenante victoire face à Toulouse, toujours privé de son meneur David Courneil. Jouanserre clôt la saison régulière avec une pointe à 35 points, bien secondé par ses coéquipiers Falempe (31 points) et Turek (24 points). Derrière ce trio de feu hyérois, on retrouve les Cannetans Carlier (23 points) et Guedoun (26 points), sans oublier Griera et ses 33 points qui ont porté Paris vers la victoire face à Villefranche, malgré la paire Guyot-Naumov (25 et 22 points).

### Tableau synthétique des résultats
| Résultats (dom.\ext.)                                              | BOR    | CAN    | HYE     | LAN   | MEA   | MGB   | PAR   | STR   | TOU   | VME   |
| Bordeaux                                                           |        | 69-96  | 102-108 | 71-53 | 65-61 | 67-51 | 77-59 | 85-66 | 91-52 | 71-57 |
| Le Cannet                                                          | 74-60  |        | 81-67   | 75-44 | 64-60 | 79-38 | 74-50 | 78-54 | 89-46 | 48-29 |
| Hyères C, F                                                        | 104-54 | 69-67  |         | 81-45 | 60-59 | 84-63 | 93-64 | 91-55 | 70-59 | 95-44 |
| Lannion                                                            | 82-66  | 44-80  | 56-89   |       | 50-72 | 66-53 | 71-51 | 62-59 | 68-47 | 51-59 |
| Meaux T                                                            | 72-43  | 63-67  | 65-71   | 76-38 |       | 69-45 | 72-51 | 85-44 | 78-48 | 89-50 |
| Meylan Grenoble                                                    | 82-57  | 44-52  | 60-75   | 52-57 | 40-58 |       | 92-48 | 72-58 | 53-60 | 71-56 |
| CAPSAAA Paris B                                                    | 63-90  | 43-100 | 62-97   | 68-64 | 47-82 | 67-63 |       | 70-61 | 68-75 | 75-80 |
| Strasbourg                                                         | 61-70  | 58-67  | 65-91   | 68-66 | 41-75 | 73-68 | 81-62 |       | 60-67 | 57-66 |
| Toulouse                                                           | 74-71  | 53-56  | 65-68   | 79-55 | 61-73 | 62-66 | 72-57 | 85-50 |       | 72-59 |
| Villefranche Meyzieu P                                             | 65-69  | 51-76  | 52-73   | 72-57 | 50-74 | 53-73 | 68-71 | 68-71 | 74-72 |       |
| - Victoire à domicile - Victoire à l'extérieur - Match non disputé |        |        |         |       |       |       |       |       |       |       |

Note : L'équipe jouant à domicile est indiquée dans la colonne de gauche et l'équipe se déplaçant sur la première ligne.

### Classement de la saison régulière
| Rang | Équipe                       | Pts | J  | G  | P  | Pp   | Pc   | Diff |
| ---- | ---------------------------- | --- | -- | -- | -- | ---- | ---- | ---- |
| 1    | HB Le Cannet CA (+12)        | 35  | 18 | 17 | 1  | 1323 | 942  | 381  |
| 2    | Hyères HC F, C (-12)         | 35  | 18 | 17 | 1  | 1486 | 1118 | 368  |
| 3    | CS Meaux T                   | 31  | 18 | 13 | 5  | 1283 | 935  | 348  |
| 4    | Léopards de Guyenne Bordeaux | 28  | 18 | 10 | 8  | 1278 | 1280 | -2   |
| 5    | Toulouse IC                  | 26  | 18 | 8  | 10 | 1149 | 1206 | -57  |
| 6    | CTH Lannion (+18)            | 24  | 18 | 6  | 12 | 1029 | 1218 | -189 |
| 7    | Meylan Grenoble HB (-18)     | 24  | 18 | 6  | 12 | 1086 | 1181 | -95  |
| 8    | EH Villefranche Meyzieu P    | 23  | 18 | 5  | 13 | 1053 | 1265 | -212 |
| 9    | ASHPA Strasbourg (+10)       | 22  | 18 | 4  | 14 | 1082 | 1328 | -246 |
| 10   | CAPSAAA Paris B (-10)        | 22  | 18 | 4  | 14 | 1076 | 1412 | -336 |

| Légende :                                                         |
| - Qualification pour les Play-offs - Relégation en Nationale B    |
| T : Champion de France de Nationale A 2012-2013 (tenant du titre) |
| F : Finaliste 2012-2013                                           |
| P : Champion de France de Nationale B 2012-2013 (promu)           |
| B : Vainqueur du barrage NA/NB 2012-2013 (maintien en NA)         |
| C : Vainqueur de la Coupe de France 2012-2013                     |
| 0                                                                 |
| Sources : france-handibasket.fr ffbb.com                          |

Note : Les huit premiers sont qualifiés pour les play-offs. Les deux derniers sont relégués en Nationale B.

Le Cannet a mené de bout en bout cette saison 2013-2014, hormis après la 2e journée où l'équipe azuréenne a été devancée par sa voisine de Hyères, mais seulement à la différence de points.
| Clubs \ Journées       | 1  | 2  | 3  | 4  | 5  | 6  | 7  | 8  | 9  | 10 | 11 | 12 | 13 | 14 | 15 | 16 | 17 | 18 | Journées en tête | Journées relégable |
| ---------------------- | -- | -- | -- | -- | -- | -- | -- | -- | -- | -- | -- | -- | -- | -- | -- | -- | -- | -- | ---------------- | ------------------ |
| Bordeaux               | 3  | 4  | 3  | 3  | 3  | 3  | 3  | 3  | 3  | 3  | 3  | 3  | 3  | 4  | 4  | 4  | 4  | 4  |                  |                    |
| Le Cannet              | 1  | 2  | 1  | 1  | 1  | 1  | 1  | 1  | 1  | 1  | 1  | 1  | 1  | 1  | 1  | 1  | 1  | 1  | 17               |                    |
| Hyères C, F            | 2  | 1  | 4  | 4  | 2  | 2  | 2  | 2  | 2  | 2  | 2  | 2  | 2  | 2  | 2  | 2  | 2  | 2  | 1                |                    |
| Lannion                | 10 | 10 | 9  | 9  | 9  | 8  | 7  | 7  | 8  | 8  | 8  | 7  | 7  | 7  | 7  | 7  | 8  | 6  |                  | 5                  |
| Meaux T                | 4  | 5  | 2  | 2  | 4  | 4  | 4  | 4  | 4  | 4  | 4  | 4  | 4  | 3  | 3  | 3  | 3  | 3  |                  |                    |
| Meylan Grenoble        | 7  | 9  | 7  | 7  | 6  | 5  | 5  | 6  | 7  | 7  | 7  | 8  | 8  | 8  | 8  | 6  | 6  | 7  |                  | 1                  |
| CAPSAAA Paris B        | 6  | 8  | 10 | 10 | 10 | 10 | 10 | 10 | 10 | 10 | 10 | 10 | 10 | 10 | 10 | 10 | 10 | 10 |                  | 16                 |
| Strasbourg             | 8  | 6  | 8  | 8  | 8  | 9  | 9  | 9  | 9  | 9  | 9  | 9  | 9  | 9  | 9  | 9  | 9  | 9  |                  | 13                 |
| Toulouse               | 5  | 3  | 6  | 5  | 5  | 6  | 6  | 5  | 5  | 5  | 5  | 5  | 5  | 5  | 5  | 5  | 5  | 5  |                  |                    |
| Villefranche Meyzieu P | 9  | 7  | 6  | 5  | 7  | 7  | 8  | 8  | 6  | 6  | 6  | 6  | 6  | 6  | 6  | 8  | 7  | 8  |                  | 1                  |

| Légende :                                                                            |
| - Leader du classement - Têtes de série en 1/4 de finale - Relégation en Nationale B |
| 0                                                                                    |
| Sources : france-handibasket.fr ffbb.com                                             |

### Meilleur marqueur par journée
| Journée | Joueur                      | Équipe          | Points |
| ------- | --------------------------- | --------------- | ------ |
| 1       | Nabil Guedoun (1/2)         | Le Cannet (1/3) | 40     |
| 2       | Joshua Turek (1/6)          | Hyères (1/7)    | 37     |
| 3       | Franck Etavard (1/1)        | Lannion (1/2)   | 30     |
| 4       | Manuel Vaisioa (1/2)        | Toulouse (1/2)  | 30     |
| 5       | Joshua Turek (2/6)          | Hyères (2/7)    | 38     |
| 6       | Nabil Guedoun (2/2)         | Le Cannet (2/3) | 38     |
| 7       | Joshua Turek (3/6)          | Hyères (3/7)    | 30     |
| 8       | Joshua Turek (4/6)          | Hyères (4/7)    | 46     |
| 9       | Sylvain Deregnaucourt (1/2) | Bordeaux (1/2)  | 36     |
| 10      | Manuel Vaisioa (2/2)        | Toulouse (2/2)  | 32     |
| 11      | Sylvain Deregnaucourt (2/2) | Bordeaux (2/2)  | 31     |
| 12      | François Quillévéré (1/1)   | Lannion (2/2)   | 37     |
| 13      | Joshua Turek (5/6)          | Hyères (5/7)    | 33     |
| 14      | Joshua Turek (6/6)          | Hyères (6/7)    | 40     |
| 15      | Abdelhak El-Hadaoui (1/2)   | Paris (1/2)     | 37     |
| 16      | Abdelhak El-Hadaoui (2/2)   | Paris (2/2)     | 34     |
| 17      | Christophe Carlier (1/1)    | Le Cannet (3/3) | 35     |
| 18      | Nicolas Jouanserre (1/1)    | Hyères (7/7)    | 35     |

## Play-offs

### Nouvelle formule
La nouvelle formule pour l'édition 2013-2014 rajoute un tour supplémentaire, concernant ainsi les huit premières équipes du classement de la saison régulière, mais supprime les rencontres en deux matchs gagnants. Chaque tour se joue donc en un match sec. Les demi-finales et la finale se déroulent sur un même week-end.

### Tableau des playoffs
|  | 1/4 de finale               | 1/4 de finale           |                      |                      | 1/2 finales          | 1/2 finales          |    |  | Finale               | Finale               |
|  | 1/4 de finale               | 1/4 de finale           |                      |                      | 1/2 finales          | 1/2 finales          |    |  | Finale               | Finale               |
|  |                             |                         |                      |                      |                      |                      |    |  |                      |                      |
|  | 19 avril 2014 au Cannet     | 19 avril 2014 au Cannet |                      |                      | 24 mai 2014 à Hyères | 24 mai 2014 à Hyères |    |  | 25 mai 2014 à Hyères | 25 mai 2014 à Hyères |
|  | 19 avril 2014 au Cannet     | 19 avril 2014 au Cannet |                      |                      | 24 mai 2014 à Hyères | 24 mai 2014 à Hyères |    |  | 25 mai 2014 à Hyères | 25 mai 2014 à Hyères |
|  | (1) HB Le Cannet CA         | 92                      |                      |                      | 24 mai 2014 à Hyères | 24 mai 2014 à Hyères |    |  | 25 mai 2014 à Hyères | 25 mai 2014 à Hyères |
|  | (1) HB Le Cannet CA         | 92                      |                      |                      | 24 mai 2014 à Hyères | 24 mai 2014 à Hyères |    |  | 25 mai 2014 à Hyères | 25 mai 2014 à Hyères |
|  | (8) EH Villefranche Meyzieu | 48                      |                      |                      | 24 mai 2014 à Hyères | 24 mai 2014 à Hyères |    |  | 25 mai 2014 à Hyères | 25 mai 2014 à Hyères |
|  | (8) EH Villefranche Meyzieu | 48                      | (1) HB Le Cannet CA  | 97                   |                      |                      |    |  | 25 mai 2014 à Hyères | 25 mai 2014 à Hyères |
|  | 19 avril 2014 à Bordeaux    |                         | (1) HB Le Cannet CA  | 97                   |                      |                      |    |  | 25 mai 2014 à Hyères | 25 mai 2014 à Hyères |
|  |                             | (4) LDG Bordeaux        | 48                   |                      |                      |                      |    |  | 25 mai 2014 à Hyères | 25 mai 2014 à Hyères |
|  | (4) LDG Bordeaux            | (4) LDG Bordeaux        | 48                   | 78                   |                      |                      |    |  | 25 mai 2014 à Hyères | 25 mai 2014 à Hyères |
|  | (4) LDG Bordeaux            |                         |                      | 78                   |                      |                      |    |  | 25 mai 2014 à Hyères | 25 mai 2014 à Hyères |
|  | (5) Toulouse IC             | 64                      |                      |                      |                      |                      |    |  | 25 mai 2014 à Hyères | 25 mai 2014 à Hyères |
|  | (5) Toulouse IC             | 64                      | (1) HB Le Cannet CA  | 64                   |                      |                      |    |  |                      |                      |
|  | 19 avril 2014 à Meaux       |                         | (1) HB Le Cannet CA  | 64                   |                      |                      |    |  |                      |                      |
|  |                             | (3) CS Meaux            | 59                   |                      |                      |                      |    |  |                      |                      |
|  | (3) CS Meaux                | (3) CS Meaux            | 59                   | 84                   |                      |                      |    |  |                      |                      |
|  | (3) CS Meaux                | 24 mai 2014 à Hyères    |                      | 84                   |                      |                      |    |  |                      |                      |
|  | (6) CTH Lannion             | 44                      |                      |                      |                      |                      |    |  |                      |                      |
|  | (6) CTH Lannion             | 44                      | (3) CS Meaux         | 85                   |                      |                      |    |  |                      |                      |
|  | 19 avril 2014 à Hyères      | 19 avril 2014 à Hyères  | (3) CS Meaux         | 85                   | 3e place             | 3e place             |    |  |                      |                      |
|  | 19 avril 2014 à Hyères      | 19 avril 2014 à Hyères  |                      | (2) Hyères HC        | 3e place             | 3e place             | 81 |  |                      |                      |
|  | (2) Hyères HC               | 66                      | 25 mai 2014 à Hyères | 25 mai 2014 à Hyères |                      |                      | 81 |  |                      |                      |
|  | (2) Hyères HC               | 66                      | 25 mai 2014 à Hyères | 25 mai 2014 à Hyères |                      |                      |    |  |                      |                      |
|  | (7) Meylan Grenoble HB      | 50                      |                      | (4) LDG Bordeaux     | 85                   |                      |    |  |                      |                      |
|  | (7) Meylan Grenoble HB      | 50                      |                      | (4) LDG Bordeaux     | 85                   |                      |    |  |                      |                      |
|  |                             |                         |                      |                      |                      |                      |    |  | (2) Hyères HC        | 76                   |
|  |                             |                         |                      |                      |                      |                      |    |  | (2) Hyères HC        | 76                   |

### Résumé des rencontres

#### Quarts de finale
Pour la première fois de l'histoire de la N1A, les quarts de finale se jouaient sur un match sec. Les quatre favoris l'ont emporté sur leur terrain, même si Le Cannet a mis un quart-temps avant de se lancer. Guedoun (Le Cannet) a fait parler la poudre et réalise la meilleure performance de la saison en totalisant 48 points, soit autant que l'équipe de Villefranche. À Bordeaux, Deregnaucourt et Baye (respectivement 35 et 17 points) l'emportent mais n'ont pu arrêter la furie de Vaisioa, auteur de 42 points.

#### Demi-finales
La nouvelle formule des play-offs était très prometteuse et le suspense élevé comme rarement en Nationale A,. Le spectacle attendu lors du Final Four de Hyères a été au rendez-vous.
La première rencontre des demi-finales a été à sens unique. Le Cannet, leader de la saison régulière, a complètement étouffé les Bordelais et le score final est très lourd : 97-48. Nabil Guedoun a à nouveau fait le show en inscrivant 36 points, bien secondé par Carlier et ses 22 points. Philippe Baye a été insuffisant pour les Léopards (17 points). L'autre rencontre était une revanche de la finale de l'an passé. Le résultat a été identique, après une lutte acharnée. Les Varois, qui ont mal négocié le premier quart-temps, s'inclinent chez eux 81-85. Meaux peut encore rêver à un cinquième titre consécutif.

#### Match pour la3eplace
Nouvelle surprise pour la 3e place du championnat. Hyères, abattu par son reveil de la veille, s'est incliné face à Bordeaux qui a par la même occasion retrouvé ses leaders offensifs Baye et Deregnaucourt, pour s'offrir une victoire sur le score de 85-76.
| 25 mai 2014 11h30 | Résumé | Léopards de Guyenne Bordeaux                       | 85–76  | Hyères HC                  |  | Gymnase des Rougières, Hyères |
| 25 mai 2014 11h30 | Résumé | Score par quart-temps : 17-23, 25-16, 20-21, 23-16 |        |                            |  | Gymnase des Rougières, Hyères |
| 25 mai 2014 11h30 | Résumé | Score par mi-temps : 42-39, 43-37                  |        |                            |  | Gymnase des Rougières, Hyères |
| 25 mai 2014 11h30 | Résumé | Deregnaucourt (26) Baye (21)                       | Points | Jouanserre (25) Turek (22) |  | Gymnase des Rougières, Hyères |

#### Finale
La finale mettait aux prises Le Cannet, favoris depuis le début de saison avec son recrutement quatre étoiles, et Meaux, l'ogre du championnat depuis plus de vingt ans. Tout comme leurs deux oppositions de saison régulière, la rencontre a été très intense et l'écart n'a jamais excédé quelques points. Meaux n'a jamais lâché prise, bien que distancé à plusieurs reprises, jusqu'à passer devant à quelques minutes du terme (58-59), avant d'abdiquer. Et pour la quatrième fois de l'année (en comptant la demi-finale de Coupe de France), ce sont les sudistes qui se sont imposés, 64-59. Ils mettent ainsi fin à cinq saisons de règne sans partage des Franciliens. Au niveau du scoring, Nabil Guedoun s'est une nouvelle fois illustré avec 24 points, suivi de près par Trevon Jénifer et ses 19 unités. En face, la marque est beaucoup plus répartie, avec notamment 13 points pour Audrey Cayol et Walter Groen, ainsi que 11 points pour Nazif Comor.
| 25 mai 2014 15h00 | Résumé | HB Le Cannet CA                                    | 64–59  | CS Meaux              |  | Gymnase des Rougières, Hyères |
| 25 mai 2014 15h00 | Résumé | Score par quart-temps : 19-16, 15-17, 16-14, 14-12 |        |                       |  | Gymnase des Rougières, Hyères |
| 25 mai 2014 15h00 | Résumé | Score par mi-temps : 34-33, 30-26                  |        |                       |  | Gymnase des Rougières, Hyères |
| 25 mai 2014 15h00 | Résumé | Guedoun (24) Jénifer (19)                          | Points | Cayol (13) Groen (13) |  | Gymnase des Rougières, Hyères |

### Meilleur marqueur par tour
| Tour          | Joueur                | Équipe    | Points |
| ------------- | --------------------- | --------- | ------ |
| 1/4 de finale | Nabil Guedoun         | Le Cannet | 48     |
| 1/2 finale,   | Nabil Guedoun         | Le Cannet | 36     |
| 3e place      | Sylvain Deregnaucourt | Bordeaux  | 26     |
| Finale        | Nabil Guedoun         | Le Cannet | 24     |

## Coupe de France 2014
Les groupes du premier tour de la Coupe de France sont établis en fonction du classement des équipes en championnat après la neuvième journée. Ce classement prend en compte, en cas d'égalité, les rencontres particulières entre deux équipes possédant le même nombre de points.
Hyères, qui détient le trophée de l'édition 2013 remportée face à Meaux, et Le Cannet terminent à la première place des deux groupes. Les deux équipes s'affrontent en finale le 9 mai 2014 au Stade Pierre-de-Coubertin de Paris. Hyères s'impose sur le score de 65 à 62.

## Parcours des clubs français en Coupe d'Europe
Les clubs suivants ont posé leur candidature pour participer à la Coupe d'Europe 2014 et y seront engagés sous réserve de validation par l'IWBF Europe et suivant leur position dans le classement des clubs européens 2013. Ce classement, appelé aussi Ranking IWBF, prend en compte les résultats des clubs lors des trois précédentes éditions de la Coupe d'Europe, avec un coefficient privilégiant les résultats les plus récents.
Par ailleurs Bordeaux, Toulouse et Meylan se sont portés candidats à l'organisation d'un tournoi préliminaire (sur les 16 clubs européens candidats à l'organisation d'une des dix poules d'Euroleague). Villefranche a posé sa candidature pour accueillir la phase finale d'une des Coupes d'Europe (parmi les 3 clubs européens candidats pour l'organisation d'une des quatre EuroCup). Lannion a quant à lui été repêché en Euroligue 2 après le désistement du club belge de Sint-Jan Zedelgem, idem pour Paris profitant de l'absence des ukrainiens de Donbass Donetsk.
| Club                    | Ranking IWBF 2013 | Tour préliminaire Euroligue | Résultat Euroligue     | Tour final EuroCup              | Résultat EuroCup   |
| ----------------------- | ----------------- | --------------------------- | ---------------------- | ------------------------------- | ------------------ |
| Toulouse IC             | 13                | Euroligue 1                 | 5e (0V - 4D) - Éliminé |                                 |                    |
| Hyères HC               | 15                | Euroligue 1                 | 2e (3V - 1D)           | Coupe des Clubs Champions (EC1) | 8e (0V - 5D)       |
| CS Meaux                | 22                | Euroligue 1                 | 1er (3V - 1D)          | Coupe des Clubs Champions (EC1) | 7e (1V - 4D)       |
| HB Le Cannet CA         | 26                | Euroligue 2                 | 2e (3V - 1D)           | Coupe Willi Brinkmann (EC3)     | Champion (4V - 1D) |
| Meylan Grenoble HB      | 27                | Euroligue 2                 | 3e (1V - 3D)           | Challenge Cup (EC4)             | 8e (0V - 5D)       |
| LDG Bordeaux            | 33                | Euroligue 2                 | 1er (3V - 1D)          | Coupe André Vergauwen (EC2)     | 8e (0V - 5D)       |
| CTH Lannion             | 44                | Euroligue 2                 | 4e (1V - 3D) - Éliminé |                                 |                    |
| EH Villefranche Meyzieu | 59                | Euroligue 2                 | 4e (1V - 3D) - Éliminé |                                 |                    |
| CAPSAAA Paris           | 59                | Euroligue 3                 | 5e (0V - 4D) - Éliminé |                                 |                    |